# Antoine Eestermans
 (juin 2022).
Si vous disposez d'ouvrages ou d'articles de référence ou si vous connaissez des sites web de qualité traitant du thème abordé ici, merci de compléter l'article en donnant les références utiles à sa vérifiabilité et en les liant à la section « Notes et références ».
Fabien Antoine Eestermans, né le 24 avril 1858 à Meerle (Belgique) et décédé le 29 janvier 1931 à Louvain (Belgique), est un prêtre capucin belge, missionnaire au Pendjab (Indes britanniques), et évêque de Lahore de 1905 à 1925.

## Biographie
D’abord étudiant au séminaire de Hoogstraten le jeune Fabien entre chez les Capucins en 1878 et fait son noviciat à Enghien. À la fin de sa formation spirituelle et académique il est ordonné prêtre le 19 mai 1883.  Professeur au séminaire des Capucins à Bruges il s’adonne également au ministère de la prédication et de la réconciliation.
En 1889, le père Eestermans est envoyé comme missionnaire au Pendjab, alors sous la domination britannique. La mission du Pendjab vient d’être confiée aux capucins belges (en 1888). Il y est, entre autres, curé de la cathédrale de Lahore.
Le 11 avril 1905, il est nommé, par le pape Pie X, évêque de Lahore pour succéder à Godefroid Pelckmans, décédé à Dalhousie en aout 1904. Sa consécration épiscopale a lieu en Belgique le 29 juin 1905. Pierre-Lambert Goossens, cardinal-archevêque de Malines, est son consécrateur, avec comme co-consécrateurs Emmanuel van den Bosch et Libert H. Boeynaems. 
Sous son épiscopat plusieurs nouveaux postes missionnaires sont ouverts: à Lyallpur, Sialkot , Pasrur, Sargodha, Antoniabad, Rahimpur , Firozpur, Narowal, etc. Et le nombre de religieux actifs dans le diocèse (surtout des pères capucins) passe de 53 à 104. Le nombre de catholiques passe de 5 000 à 33 000. Il a également ordonné 3 prêtres autochtones. 
Une santé défaillante le contraint à démissionner en 1925 et il rentre dans son pays natal
Il meurt le 29 janvier 1931, à Louvain.